# غابرييل روبرت
غابرييل (غابي) روبرت (بالفرنسية: Gabriel Robert)‏ (5 مارس 1920 في بيلكوديني - 15 مايو 2003) لاعب كرة قدم ومدرب فرنسي راحل . كان غابي يلعب في مركز المهاجم وأحيانا مركز الوسط المهاجم . لعب هاويا لصالح نادي باريس ثم تحول إلى مهنة التدريب حيث قام بتدريب كل من : هيريس، طولون، ليون ، وفالينسيان . كما قام بتدريب منتخب فرنسا للهواة وكان عضوا في الإدارة التقنية الوطنية التابعة للاتحاد الفرنسي لكرة القدم . ابنه جاك روبرت سار على نهجه وأصبح لاعب كرة قدم محترف .

## روابط خارجية
- غابرييل روبرت على موقع الاتحاد الدولي (مؤرشف)  (الإنجليزية)
- غابرييل روبرت على موقع قاعدة بيانات كرة القدم.إي يو (الإنجليزية)
- غابرييل روبرت على موقع أوليمبيديا (الإنجليزية)